# تپه سیاه‌بید علیا
تپه سیاه بید علیا مربوط به دوران پیش از تاریخ ایران باستان است و در شهرستان کرمانشاه، روستای سیاه بیدعلیا واقع شده و این اثر در تاریخ ۷ مهر ۱۳۸۱ با شمارهٔ ثبت ۶۴۵۴ به‌عنوان یکی از آثار ملی ایران به ثبت رسیده است.